# Maurice Moucheraud
Maurice Moucheraud (n. 28 iulie 1933, Potangis, Champagne-Ardenne, Franța – d. 13 ianuarie 2020, Aix-les-Bains, Auvergne-Rhône-Alpes, Franța) a fost un ciclist francez, medaliat olimpic. A participat la o ediție a Jocurilor Olimpice (1956) în care a câștigat o medalie de aur.

## Participări
Lista de mai jos prezintă principalele competiții la care a participat Maurice Moucheraud de-a lungul carierei.
- cycling at the 1956 Summer Olympics – men's team road race[*]